# Euproctis conistica
Euproctis conistica är en fjärilsart som beskrevs av Collenette 1935. Euproctis conistica ingår i släktet Euproctis och familjen tofsspinnare. Inga underarter finns listade i Catalogue of Life.